# 云顶缆车

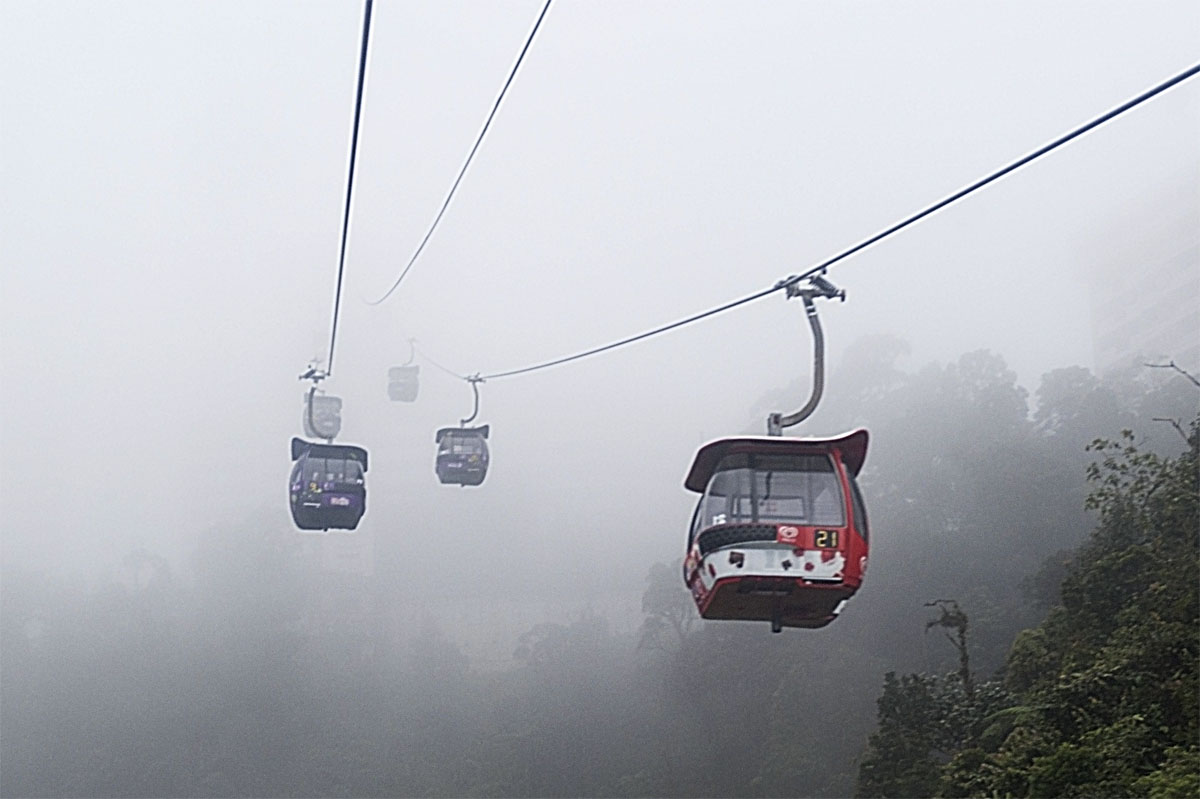
梧桐再也缆车

梧桐再也缆车（英语：Genting Gohtong Jaya Cable Car，马来语：Kereta Kabel Genting Gohtong Jaya，前称：Genting SkyWay, 云顶缆车）是一条马来西亚云顶高原的架空索道，路线从梧桐再也（Gohtong Jaya）出发，直到高原酒店 (Highlands Hotel)。这个缆车于1997年2月21日由时任首相马哈迪·莫哈末主持开幕。梧桐再也缆车全长3.38公里，是世界上速度最快的索道。

## 图库

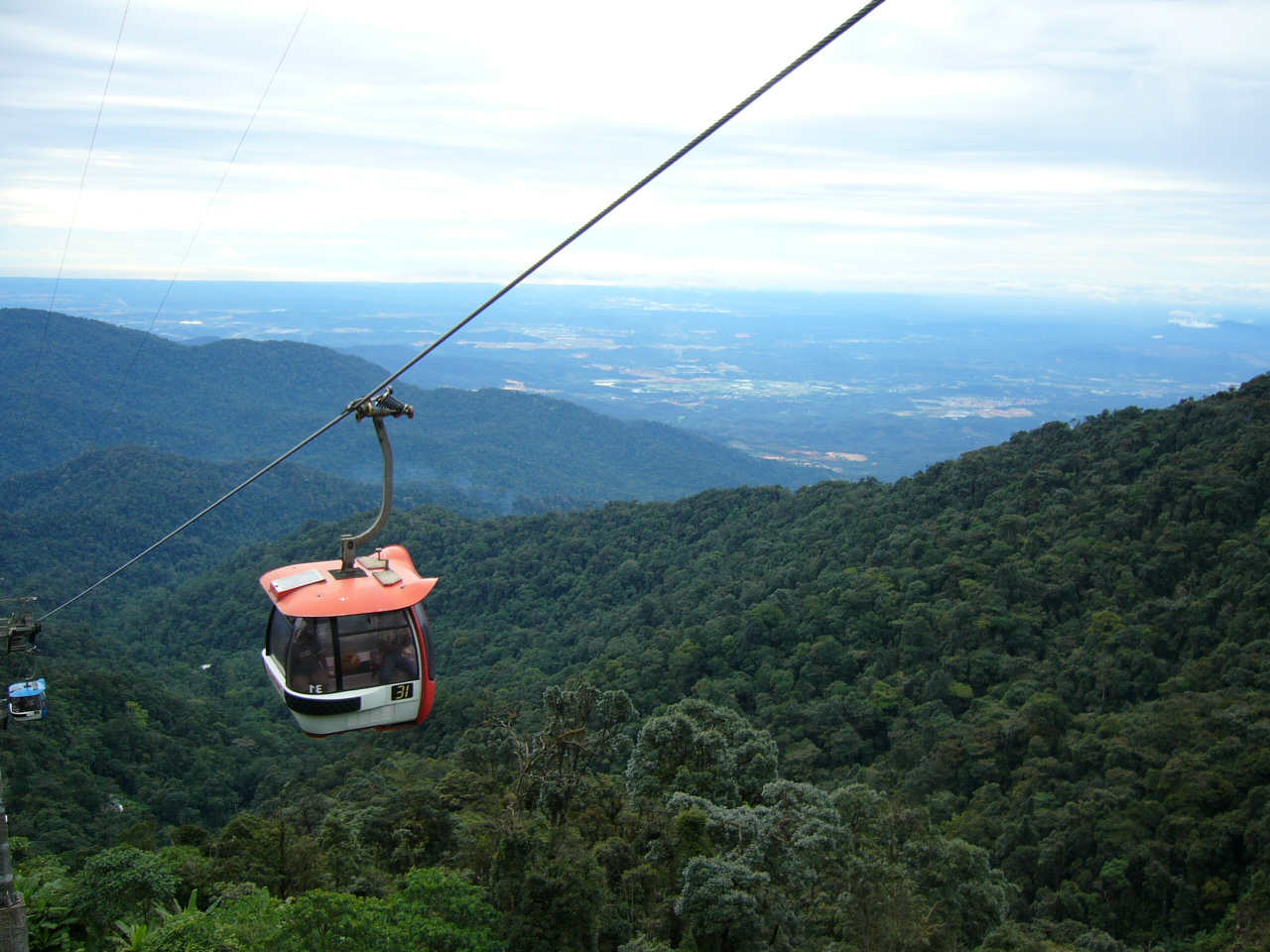
从较低的车站看到的车厢视图
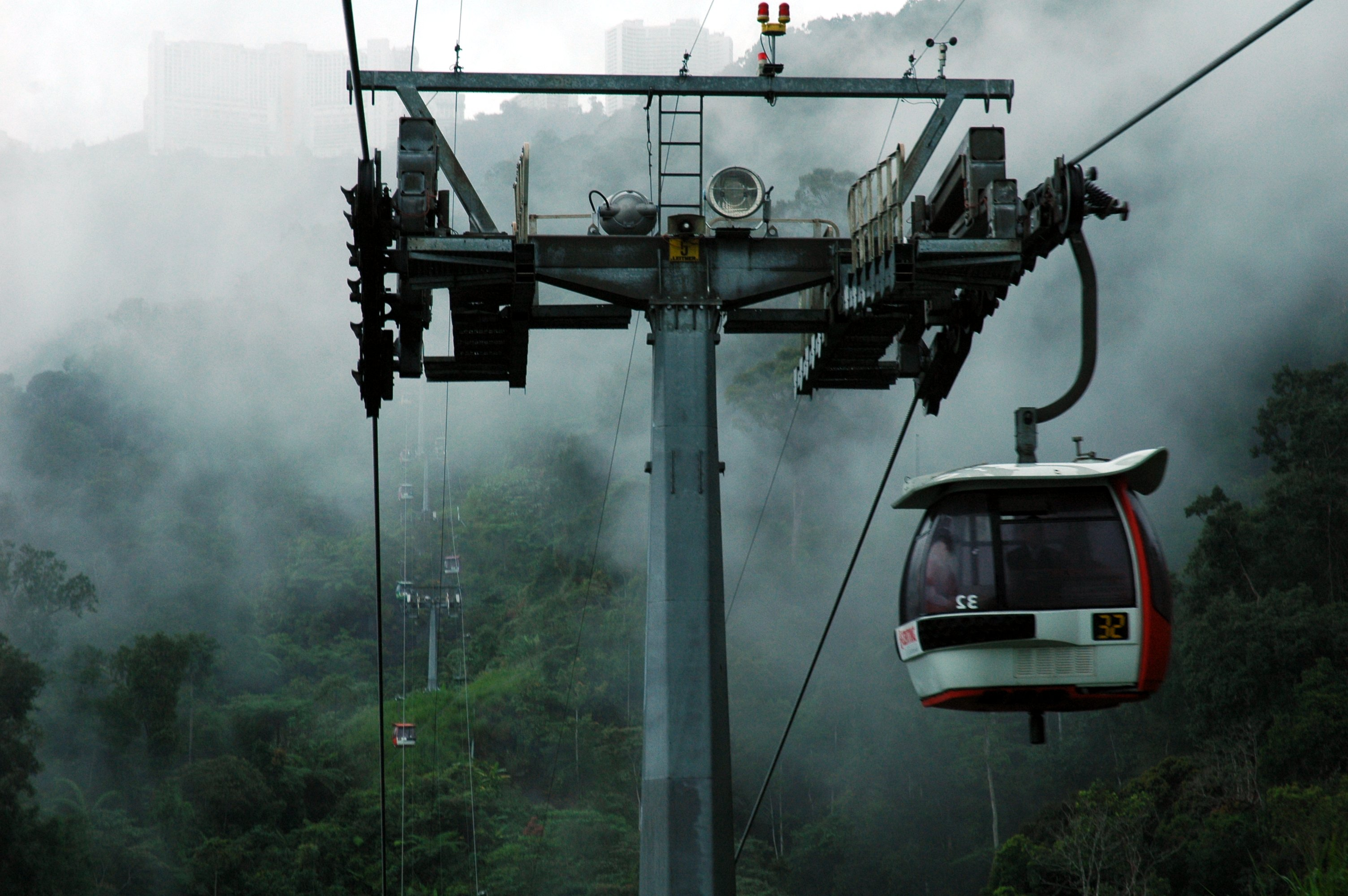
从上层站看到的车厢视图
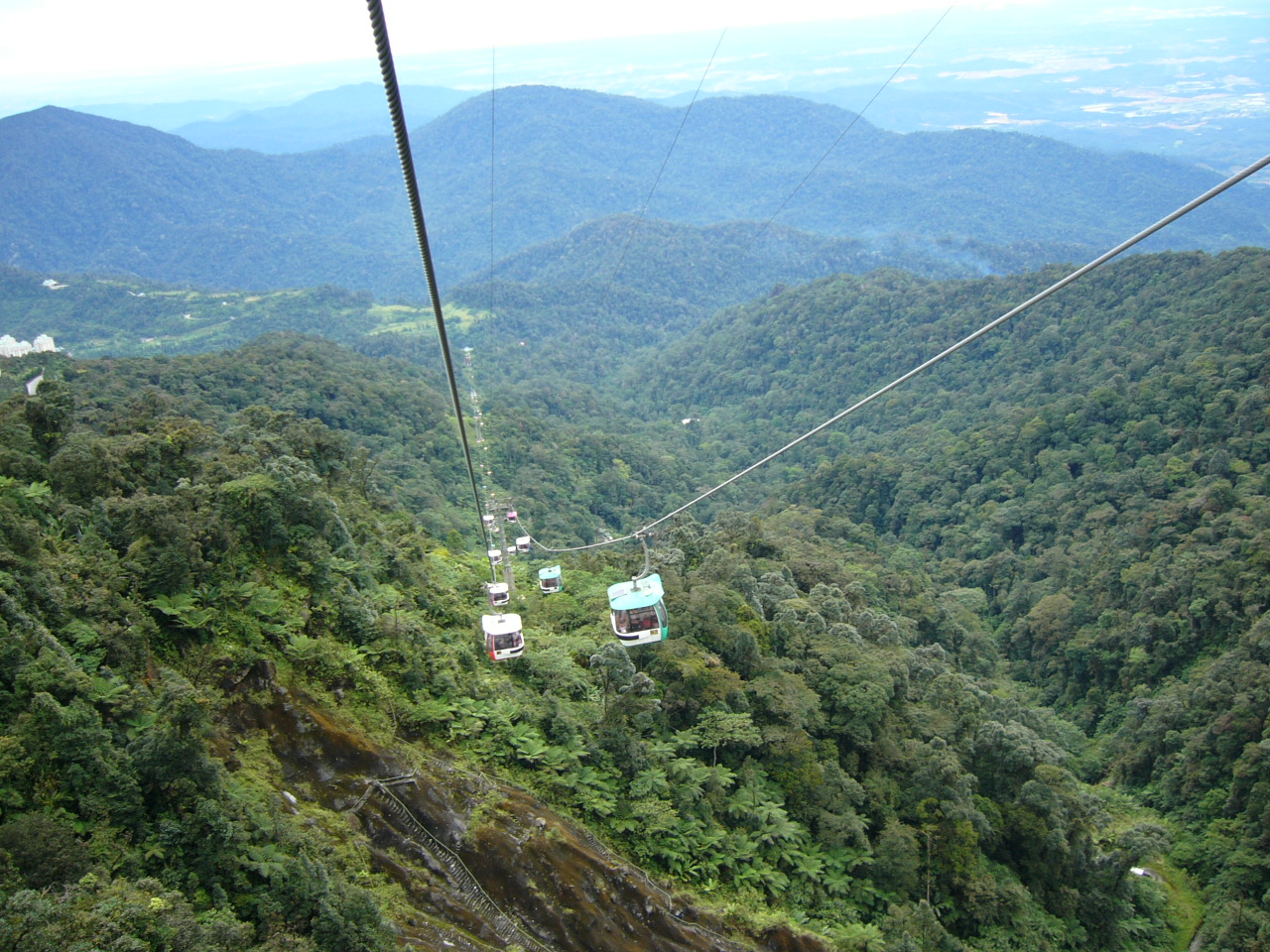
从较低的车站看到的车厢视图
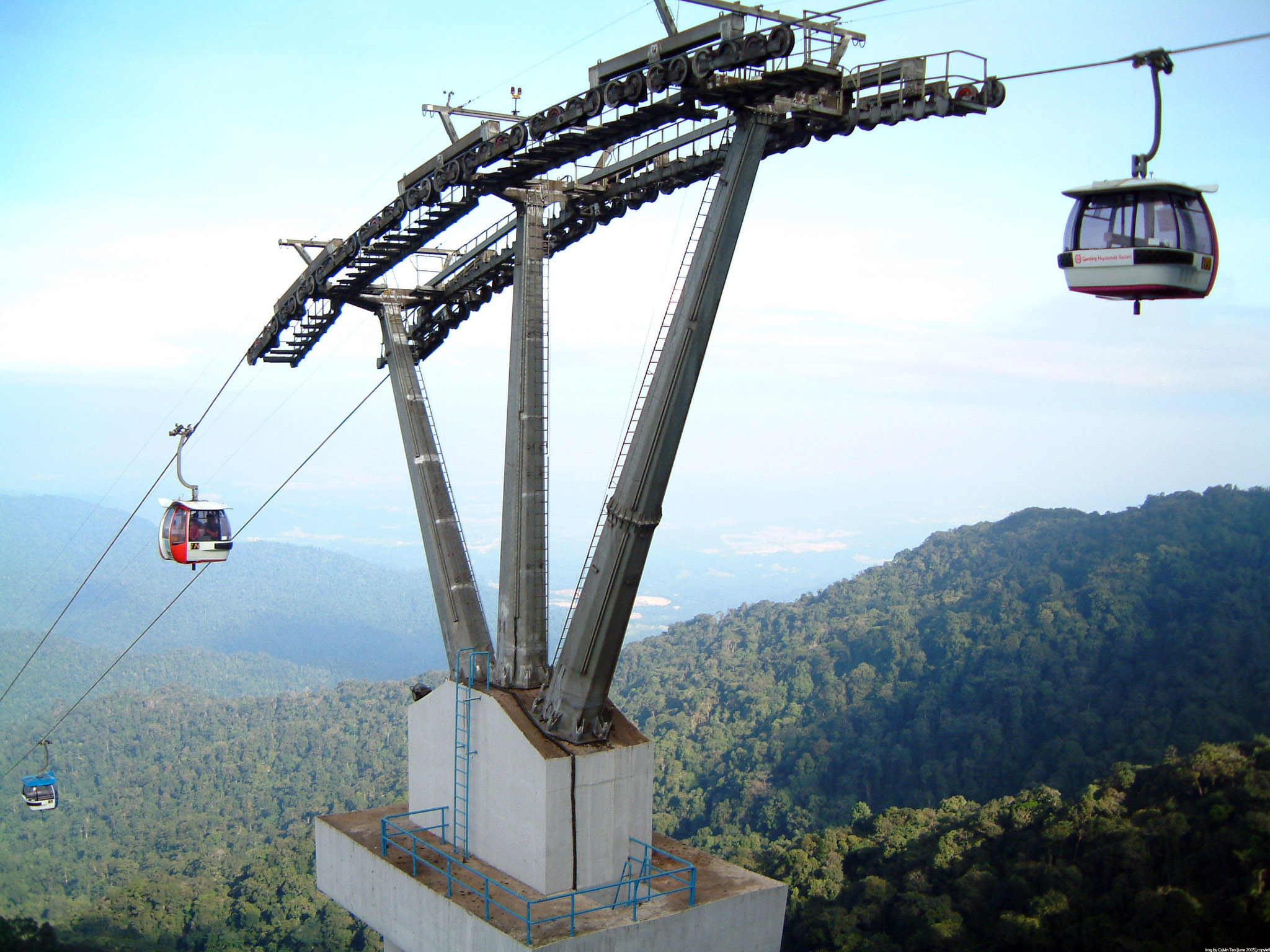
最后一个塔顶高45m
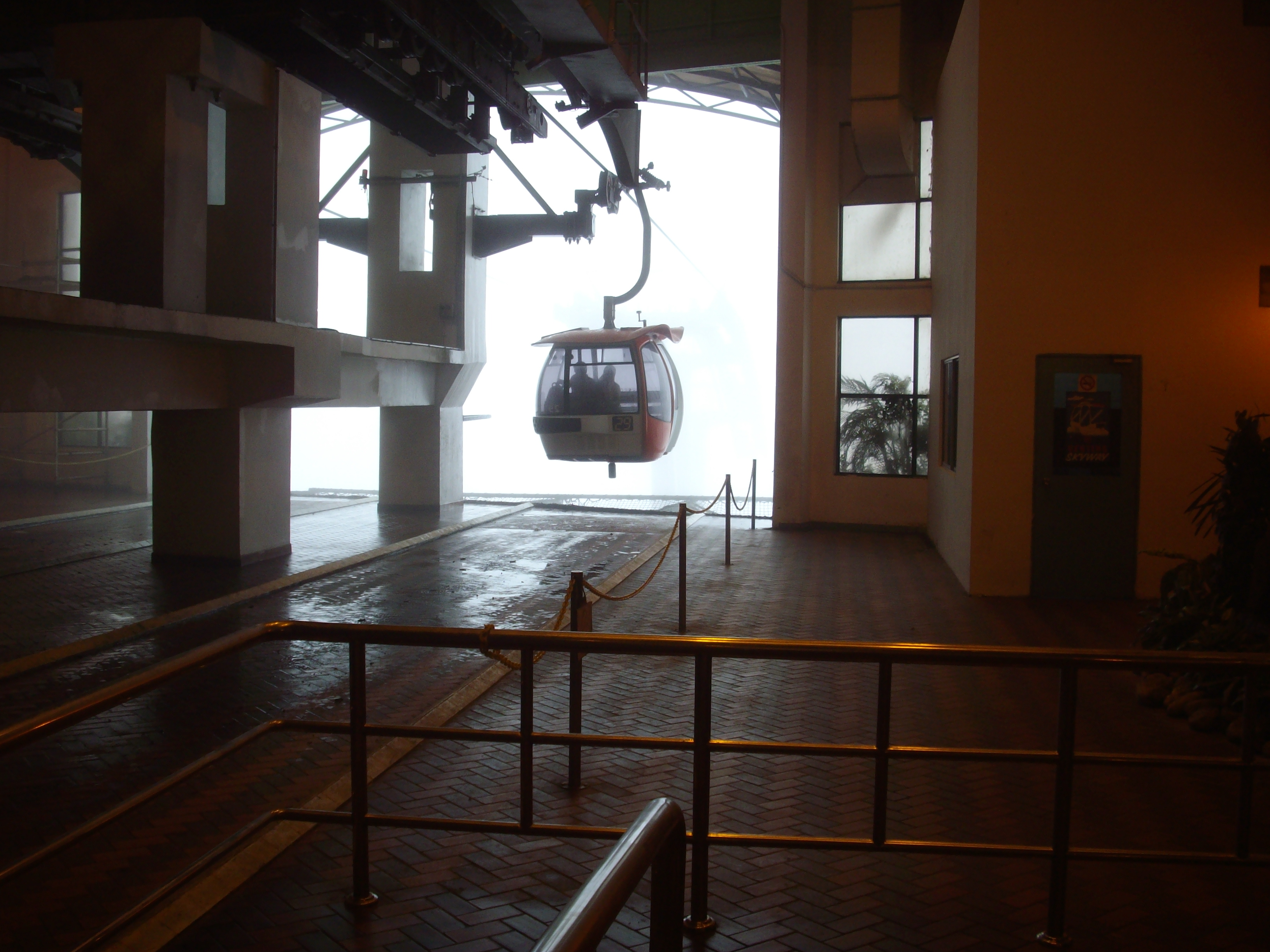
缆车抵达高原酒店